# Antoni Rubio
Antoni Rubio i Reverter, né à Espluggues de Llobregat (province de Barcelone) en 1978, est un journaliste et écrivain espagnol.

## Biographie
Il naît à Espluggues de Llobregat (province de Barcelone) le 14 février 1978,. Alors qu'il est âgé de 5 ans, sa famille s'installe à Valence où il grandit,,.
À l'âge de 19 ans, il commence à écrire dans la presse, collaborant en tant que rédacteur ou chroniqueur à des médias variés comme El Mundo, El Temps, L'Informatiu, La Veu, Las Provincias, Ràdio 9 ou Cadena SER,,,,.
Il est licencié en philologie catalane de l'université de Valence. Il enseigne la matière langue et littérature aux écoles San Josep de Valence,,, établissement privé d'enseignement secondaire géré par la compagnie de Jésus.
En 2007, il publie avec le journaliste Hèctor Sanjuan l'essai historique Del Sud, consacré à la trajectoire du groupe valencien Obrint Pas,.
En 2009, il remporte le prix Sambori de récit en valencien avec la nouvelle Grossa (« Grosse »), monologue intérieur d'une jeune souffrant d'anorexie.
En 2018, il publie Black Friday, recueil de 20 nouvelles ancrées dans le monde réel, dont une partie avaient été publiés antérieurement dans le supplément Arts d'El Mundo,.
En 2021, il est élu membre du comité de direction de l'Unió de Periodistes Valencians (« Union des journalistes valenciens »), principale association professionnelle de journalistes de la Communauté valencienne,,.
En 2022, il publie l'essai Valencianisme líquid (« Valencianisme liquide »), dans lequel il analyse l'évolution récente du nationalisme valencien, en particulier la trajectoire de la coalition Compromís. Reprenant le concept de modernité liquide (en) du sociologue et philosophe Zygmunt Bauman, il analyse comment sous l'influence de divers facteurs (notamment le seuil de 5 % de votes qui a pendant longtemps constitué un plafond de verre barrant l'entrée des partis nationalistes aux Cortes valenciennes, à la différence par exemple du Parlement de Catalogne) la « marque Compromís » a en pratique renoncé à une grande partie de ses revendications souverainistes historiques et s'est soumise à la « cosmovision » du blavérisme. Rubio défend la thèse selon laquelle cette évolution amène Compromís à n'incarner fondamentalement qu'une variante parmi d'autres de la gauche espagnole dans la région, un choix qui, s'il semble lui avoir été bénéfique sur le plan électoral au cours des années 2010, contribue à son indéfinition et la soumet fortement à un possible recours au vote utile des citoyens, davantage susceptible de profiter à d'autres partis plus clairement identifiés avec ces postulats idéologiques, en particulier le PSPV-PSOE,.

## Publications
- (ca) Del sud. El País Valencià al ritme dels Obrint Pas, Barcelone, Mina, 2007 (ISBN 84-96499-75-8)  — avec Hèctor Sanjuan
- (ca) Black Friday, Carcaixent, Sembra Llibres, 2017 (ISBN 978-84-16698-17-2)
- (ca) La taca, Valence, Tabarca, 2021 (ISBN 978-84-8025-525-7)
- (ca) Valencianisme líquid, Tres i Quatre, 2022 (ISBN 978-84-17469-45-0)